# هنري وول
هنري وول (بالإنجليزية: Henry Wall)‏ (20 أبريل 1852 في المملكة المتحدة - 13 أكتوبر 1914 في المملكة المتحدة) هو لاعب كريكت بريطاني (وحمل سابقاً جنسية المملكة المتحدة لبريطانيا العظمى وأيرلندا). لعب مع نادي مقاطعة لانكشر للكريكت ‏.

## وصلات خارجية
- هنري وول على موقع إي آس بي آن كريك إنفو (الإنجليزية)